# جیمز ایردل، جونیور
جیمز ایردل، جونیور (به انگلیسی: James Iredell, Jr.) سناتور سابق عضو حزب دموکرات ایالات متحده آمریکا بود. وی در سال ۱۸۲۸ تا ۱۸۳۱ میلادی سناتور ایالت کارولینای شمالی در سنای ایالات متحده آمریکا بود.